# Justin S. Morrill
Justin Smith Morrill, född 14 april 1810 i Strafford, Vermont, död 28 december 1898 i Washington, D.C., var en amerikansk politiker. Han representerade delstaten Vermont i båda kamrarna av USA:s kongress, först i representanthuset 1855–1867 och sedan i senaten från 4 mars 1867 fram till sin död. Redan i representanthuset var han upphovsman till två kända lagar av år 1862, Morrill Anti-Bigamy Act, en federal lag mot tvegifte och Morrill Land-Grant Colleges Act som underlättade grundandet av colleges med hjälp av federala donationer av jordegendom. Den förstnämnda lagen kompletterades år 1887 med Edmunds Act mot polygami som fick sitt namn efter Morrills kollega från Vermont, George F. Edmunds. Morrill Act gällande colleges kompletterades år 1890 med Agricultural Colleges Act, också känd som Morrill Land-Grant Colleges Act med Morrill som lagens huvudsponsor i senaten. Morrill Act av år 1890 underlättade grundandet av många av USA:s historiskt svarta colleges och universitet, eftersom lagen krävde av varje delstat att ha högskolor där alla oavsett ras kan studera eller annars grunda skilda lärosäten för färgade.

## Bakgrund
Morrill gick i skola i Thetford och i Randolph, Vermont. Han fick själv ingen universitetsutbildning men belönades år 1884 med ett hedersdoktorat från University of Pennsylvania. Morrill arbetade som handelsman och senare inom jordbrukssektorn. Han gick med i Whigpartiet och blev invald i USA:s representanthus i kongressvalet 1852. Han bytte sedan parti till Republikanska partiet och omvaldes fem gånger.

## Land-grant colleges, högre tullar och förbud mot tvegifte
Morrill var en mycket framträdande kongressledamot i början av Abraham Lincolns ämbetsperiod som USA:s president och redan månaderna före republikanernas makttillträde. Han skrev tullagen av år 1861 (Tariff Act of 1861) som kallades Morrilltullen (Morrill tariff). Den lagen undertecknade James Buchanan två dagar innan han överlämnade makten åt Lincoln. Två ytterligare skyddstullar med Morrill som upphovsman godkändes under Lincolns regeringstid. De höga tullarna hörde till de råd som Morrill fick av nationalekonomen Henry Charles Carey som fick tjänsten som ekonomisk rådgivare till Lincoln. En del av tullhöjningarna kan förklaras med kassakrisen som följde av amerikanska inbördeskriget.
Sommaren 1862 undertecknade Lincoln två lagar med Morrill som upphovsman. Lagen mot tvegifte resulterade flera år senare i ett uppmärksammat rättsfall inför USA:s högsta domstol, det första i sitt slag som gällde religiösa friheter. En ledare inom mormonkyrkan ville ha sin dom för bigami upphävd men den högsta domstolen avgjorde den 5 maj 1879 att det var grundlagsenligt att förbjuda tvegifte. Orsaken till Morrills lag mot bigami hade specifikt varit att bestraffa mormonkyrkan för dess då existerande praxis. Med den andra lagen ville Morrill åstadkomma möjligheter till utbildning åt alla oavsett samhällsklass. Han tänkte specifikt på jordbruksutbildningar på högskolenivå.

## Senator för Vermont
Morrill efterträdde 1867 Luke P. Poland som senator för Vermont. Han omvaldes sex gånger till senaten och hann sitta 31 år som senator. Agricultural Colleges Act av år 1890 resulterade i ytterligare colleges som grundades med hjälp av federala donationer. Den lagen är den mest framträdande prestationen från Morrills tid som senator och den trädde i kraft nästan fyrtio år efter hans främsta insatser som lagstiftare i representanthuset. Den nya lagen hade speciellt stor betydelse för svarta amerikaner och syftade till att göra tillgången till utbildning oberoende av personens hudfärg. Morrill var inne i sin sjunde mandatperiod i senaten då han i december 1898 avled i ämbetet. Efterträdaren Jonathan Ross tillträdde ämbetet den 11 januari 1899. Morrill gravsattes på City Cemetery i Strafford. Morrills hus i Strafford (Morrill Homestead) i rural gotisk stil (Carpenter Gothic) var bland de första minnesmärken i Vermont som fick år 1960 status som National Historic Landmark.